# Erik Haps
Erik Haps alias Noir (* 21. Dezember 1909 in Brüssel; † 1. Juli 1934 am Sachsenring, Hohenstein-Ernstthal, Deutschland) war ein belgischer Motorradrennfahrer.
Haps startete unter dem Pseudonym „Noir“, da er der Meinung war, sein Beruf als Bankier ließe es nicht zu, unter seinem wirklichen Namen anzutreten. 1934 wurde er auf FN Vize-Europameister in der 500-cm³-Klasse.

## Karriere
Erik Haps begann seine Karriere 1927 im Alter von 18 Jahren. Schnell feierte er erste Erfolge, arbeitete sich aus der Junioren- in die Senioren-Klasse hoch und hielt mit den besten belgischen Fahrern der Zeit, Robert Grégoire und Pol Demeuter mit. Aus diesem Grund verpflichtete ihn Saroléa Anfang der 1930er-Jahre für sein Werksteam. 1934 wechselte er zum anderen großen belgischen Hersteller, FN. Haps bewies sich stets als schneller Fahrer, jedoch verwährten ihm oft kleinere Probleme und Unfälle – einige auch in Führung liegend – große internationale Siege.
Auch beim XI. Großen Preis von Europa der F.I.C.M., der am 23. Juni 1934 im Rahmen der Dutch TT im niederländischen Assen ausgetragen wurde, kam es zu einem solchen Zwischenfall. Haps stürzte in Führung liegend in der letzten Runde, rappelte sich wieder auf und wurde hinter seinem Teamkollegen Demeuter und vor dem Niederländer Arie van der Pluym (Husqvarna) Zweiter und damit Vize-Europameister in der 500-cm³-Klasse.

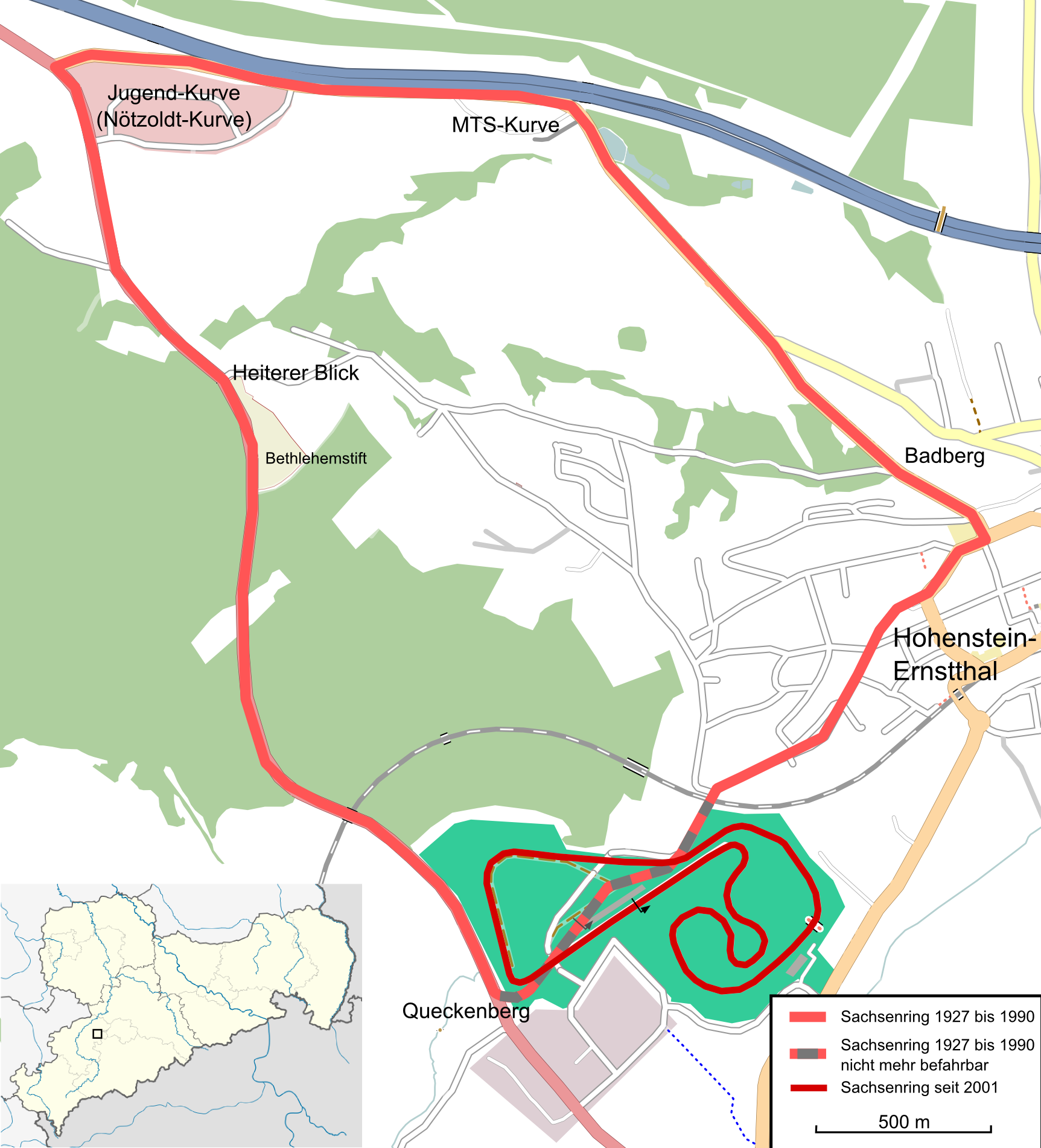
Unglücksort: der Sachsenring um Hohenstein-Ernstthal.

Am folgenden Wochenende fand auf dem Badberg-Viereck, dem heutigen Sachsenring in Hohenstein-Ernstthal, der Große Preis von Deutschland für Motorräder statt. Dieser Grand-Prix wurde zu einer der schwärzesten Stunden in der Geschichte des Motorradsports. Nachdem vor dem offiziellen Veranstaltungsbeginn bereits Erich Hirth auf der Strecke gestürzt und zu Tode gekommen war, verunglückten im Halbliterlauf drei Spitzenfahrer tödlich – unter ihnen auch „Noir“. Er war an diesem heißen Tag schlecht gestartet und hatte sich danach an die zweite Stelle hinter seinem Teamkollegen Demeuter vorgearbeitet. Haps verlor die Kontrolle über seine Maschine, kam von der Strecke ab, prallte gegen einen Zaun und war sofort tot. Kurz zuvor war bereits der 500er-Europameister der Vorsaison, Gunnar Kalén aus Schweden, an derselben Stelle tödlich verunglückt. Als die Nachricht von Haps’ Unfall Start und Ziel erreichte, versuchte der FN-Rennleiter Henri van Hout Demeuter zum Stoppen und zur Aufgabe des Rennens zu bewegen. Der verstand die Signale jedoch nicht, fuhr weiter und stürzte kurze Zeit später ebenfalls mit tödlichen Folgen.
Erik Haps wurde auf dem Gemeindefriedhof von Ixelles nahe Brüssel beigesetzt. Er wurde 24 Jahre alt.

## Verweise